# Caleb Rogers
Caleb Rogers (Mansfield, 3 ottobre 2001) è un giocatore di football americano statunitense che milita nel ruolo di guardia per i Las Vegas Raiders della National Football League (NFL). Al college ha giocato per Texas Tech. 

## Carriera universitaria
Rogers, originario di Mansfield in Texas dove cominciò a giocare a football nella locale Lake Ridge High School, fu valutato come un prospetto medio-alto (tre stelle su cinque) per il college football. Nel 2020 ricevette offerte da svariate università, come Arkansas State, Louisiana Monroe, New Mexico e William & Mary, sceglieno infine di andare a giocare alla Texas Tech University con i Red Raiders impegnati nella Big 12 Conference (Big 12) della Divisione I della Football Bowl Subdivision (FBS) della NCAA.
Nella sua prima stagione con i Red Raiders, nel 2020, fece nove presenze di cui tre da titolare. Poi nel 2021 divenne il tackle di destra titolare, giocando tutte le 13 gare stagionali. Nel 2022 giocò da tackle di sinistra titolare. Nel 2023 tornò al ruolo di tackle di destra sempre giocando da titolare. Nel 2024 fu spostato nel ruolo di guardia e nominato capitano della squadra.
Al termine della stagione Rogers annunciò il suo passaggio ai professionisti, candidandosi al Draft NFL 2025 e partecipando al Senior Bowl, gara a cui sono invitati i migliori prospetti uscenti dal college per mettersi in mostra davanti ai reclutatori delle squadra della NFL.

## Carriera professionistica

### Las Vegas Raiders
Il 25 aprile 2025 Rogers fu selezionato nel 3º giro del Draft NFL 2025, con la 98ª scelta assoluta, dai Las Vegas Raiders. L'8 maggio Rogers firmò il suo contratto da rookie, un accordo quadriennale da 6,16 milioni di dollari totalmente garantiti.